# Golden Circle (イベント)
Golden Circle（ゴールデン・サークル）は、2001年から始まった寺岡呼人主催のライブイベントである。

## イベント年表
1. vol.00 | 2001年8月27日 | 渋谷La.mama
2. vol.00 | 2001年8月28日 | 渋谷La.mama
3. vol.01 | 2001年11月24日 | 渋谷club asia
4. vol.01 | 2001年11月25日 | 渋谷club asia
5. vol.02 | 2002年2月15日 | 渋谷ON AIR EAST
6. vol.02 | 2002年2月16日 | 渋谷ON AIR EAST
7. vol.03 | 2002年9月17日 | 渋谷La.mama
8. vol.03 | 2002年9月18日 | SHIBUYA-AX
9. vol.04 | 2003年7月5日 | 渋谷La.mama
10. vol.04 | 2003年7月6日 | 渋谷La.mama
11. vol.05 | 2003年11月17日 | 渋谷公会堂
12. vol.06 | 2004年7月16日 | 東京キネマ倶楽部
13. vol.06 | 2004年2月24日 | 東京キネマ倶楽部
14. vol.07 | 2005年8月28日 | SHIBUYA-AX
15. vol.08 | 2005年11月20日 | 品川ステラボール
16. vol.09 | 2006年8月11日 | 品川ステラボール
17. vol.10 | 2007年4月6日 | 名古屋ELECTRIC LADY LAND
18. vol.10 | 2007年4月8日 | 大阪 なんばHatch
19. vol.10 | 2007年4月9日 | ZEPP TOKYO
20. vol.11 | 2008年1月19日 | SHIBUYA-AX
21. vol.11 | 2008年1月20日 | 大阪 なんばHatch
22. vol.12 | 2008年12月15日 | SHIBUYA-AX
23. vol.12 | 2008年12月20日 | 大阪 なんばHatch

## これまでに出演したアーティスト
- 藤木直人
- スナッパーズ
- P.I.MONSTER
- チープスリル
- 仲井戸麗市
- ゆず
- Be.
- 石田匠
- John Brief
- チコチェアー
- 友部正人
- かの香織
- BUNGEE JUMP FESTIVAL
- ムッシュかまやつ
- 藤井一彦（ザ・グルーヴァーズ）
- 堂島孝平
- 木村充輝
- 田中和将（GRAPEVINE）
- 矢野真紀
- SUNNY
- advantage Lucy
- 矢野顕子
- 小林雅之
- ストレイテナー
- 野狐禅
- 宮田和弥
- 斉藤和義
- ガガガSP
- 宮川剛
- 忌野清志郎
- 大槻ケンヂ
- 銀杏BOYZ
- 遠藤ミチロウ
- 森純太
- SUPER EGG MACHINE
- なぎら健壱
- 桜井和寿
- Shifo
- 大貫妙子
- 平川地一丁目
- BREATH
- 上間善一郎
- 泉谷しげる
- 奥田民生
- 和田唱（TRICERATOPS）
- 志村正彦（フジファブリック）
- 亀田誠治
- スキマスイッチ
- ミドリカワ書房
- 小田和正
- YO-KING
- 森山直太朗
- 松任谷由実
- JUN SKY WALKER(S)
- 阿部義晴
- 広沢タダシ
- 浅野忠信
- 175R
- つしまみれ
- jealkb

はっとり
長谷晴子

## 関連作品

### シングル
1. Golden Circle of Friends「OVER THE FUTURE!」（2002年2月16日）
2. Golden Circle of Friends feat.斉藤和義,北川悠仁,岩沢厚冶「キヨシローに憧れて」（2002年12月5日）
3. Golden Circle feat.寺岡呼人・松任谷由実・ゆず「ミュージック」（2007年7月11日）

### アルバム
1. Golden Circle of Friends『Golden Circle』（2010年10月20日）